# Dan Nguyen
Pour les articles homonymes, voir Nguyen.
Dan Nguyen, né le 8 décembre 1991, est un joueur de hockey sur gazon allemand évoluant au poste de milieu de terrain au Mannheimer HC et avec l'équipe nationale allemande.

## Carrière
Il a été appelé en équipe nationale en 2018 pour concourir à la Coupe du monde 2018 à Bhubaneswar.

## Palmarès
- : 1er au Champions Trophy en 2014
- : 3e à l'Euro U21 en 2010
- : 3e à l'Euro U21 en 2012